# Back on the Scene
Back on the Scene — студійний альбом американського джазового тромбоніста Бенні Гріна, випущений у 1958 році лейблом Blue Note.

## Опис
Очевидно з двох перших композицій з латиноамериканськими мотивами, що альбом Back on the Scene є одним із найрізноманітніших сесій для Бенні Гріна. Його м'яка тональність і любов до свінгу, джазу у стиді боп та джамп-блюзу нікуди не зникли; він лише відкрив нові грані свого таланту. Це і заразні латиноамериканські ритми на «I Love You» Коула Портера та «Melba's Mood», і «You're Mine You», яка свідчить про чутливий стиль балад Гріна. З Гріном тут грають тенор-саксофоніст Чарлі Роуз, піаніст Джо Найт, басист Джордж Такер і ударник Луї Гейз.

## Список композицій
1. «I Love You» (Коул Портер)  — 6:50
2. «Melba's Mood» (Мельба Лістон) — 5:35
3. «Just Friends» (Джон Кленнер, Сем М. Льюїс)  — 7:03
4. «You're Mine You» (Джонні Грін, Едвард Гейман)  — 5:18
5. «Bennie Plays the Blues» (Бенні Грін)  — 8:25
6. «Green Street» (Мельба Лістон)  — 5:09

## Учасники запису
- Бенні Грін — тромбон
- Чарлі Роуз — тенор-саксофон
- Джо Найт — фортепіано
- Джордж Такер — контрабас
- Луї Гейз — ударні

Технічний персонал
- Альфред Лайон — продюсер
- Руді Ван Гелдер — інженер
- Френсіс Вульфф — фотографія
- Леонард Фезер — текст